# Simpert Kraemer
Simpert Kraemer, auch Kramer (* 2. Oktober 1679 in Bichel bei Weißensee  nahe Füssen; † 14. Januar 1753 in Edelstetten bei Krumbach, heute zu Neuburg an der Kammel) war ein deutscher Baumeister, Stuckateur und Architekt des Barock.

## Leben und Werk
Als ältester Sohn des Baumeisters und  Stuckateurs Mang Kraemer machte er zunächst eine Maurer und Stuckateurlehre und ging anschließend zusammen mit seinem Bruder auf zunftmäßige Wanderschaft. Dem Vater wurde zu dieser Zeit der Bau eines neuen Kirchturms in Edelstetten übertragen. Simpert Kraemer kam ebenfalls nach Edelstetten und führte dort Aufträge aus.

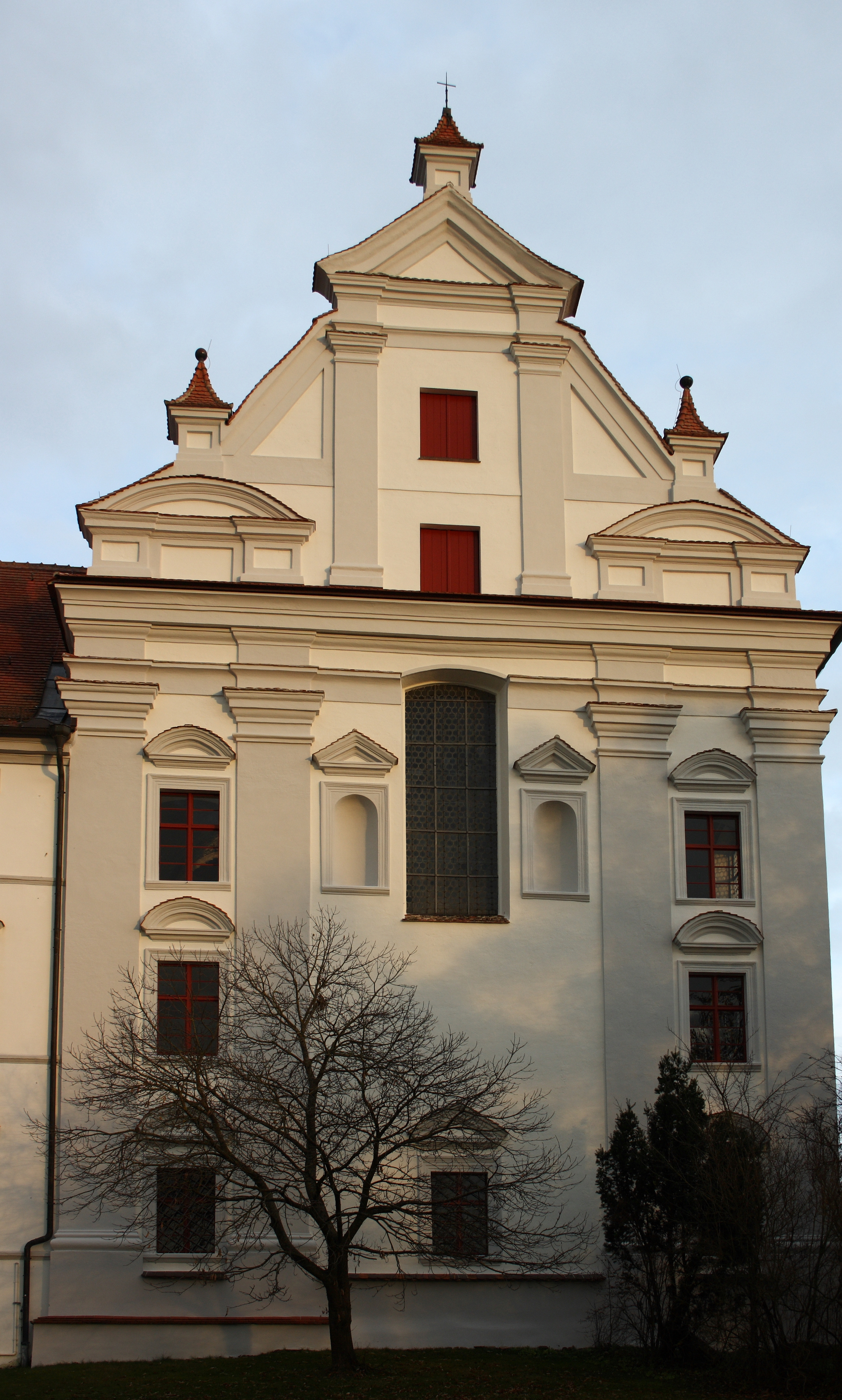
Westfassade der katholischen Pfarrkirche und ehemaligen Stiftskirche St. Johannes Baptist und Johannes Evangelist in Edelstetten

1708 wurde Kraemer beauftragt, den Bau der neuen Stiftskirche St. Johannes Baptist und Johannes Evangelist in Edelstetten zu übernehmen, die von Christoph Vogt entworfen worden war. Die Stuckwerke in der Kirche wurden ebenfalls von Kraemer angebracht. Kraemer erlangte auch außerhalb von Edelstetten Bekanntheit und wurde dort mit Aufgaben betreut. So machte er sich beispielsweise in Krumbach, Pfaffenhausen, Burtenbach oder Neuburg an der Kammel als Architekt und Planer einen Namen.
Als seine Hauptwerke gelten die Klosteranlage und Klosterkirche von Ottobeuren und die Klosterkirche Roggenburg, letztere gemeinsam mit seinem Sohn und Nachfolger Johann Martin Kraemer.
Kraemer war mit Gaudentia Greiner verheiratet und hatte mit ihr zwölf Kinder.
Das staatliche Gymnasium in Krumbach trägt seinen Namen.

## Werke
- mit seinem Vater: Wiederaufbau und Stuckarbeiten Schloss Kronburg 1704–1705
- Stiftskirche St. Johannes Baptist und Johannes Evangelist, Edelstetten, nach Plänen von Christoph Vogt, 1708–1712
- Pfarrkirche Mariä Himmelfahrt, Deisenhausen-Unterbleichen, 1712–1713
- Pfarrkirche auf dem Theinselberg bei Lachen, nach Plänen von Christoph Vogt, 1713–1715, Langhaus 1723 (1746 abgebrannt)
- Stuckaturen im Langhaus der Pfarrkirche St. Anna, Dinkelscherben, 1717
- Klosteranlage Ottobeuren, 1717–1724
- Schloss Burgau (Schwaben), Umbauten und Stuck, ?–1720
- Filialkirche St. Nikolaus, Kammeltal-Hammerstetten, –1720
- Pfarrkirche St. Stephan (Instandsetzung und Erweiterung), Hawangen, 1722
- Wallfahrtskirche Maria Vesperbild, Ziemetshausen, 1725 (abgebrochen 1754)
- Pfarrkirche St. Peter und Paul, Benningen, 1725–1729
- Kapelle St. Franz von Paula, Mindelheim-Unggenried, 1726 (zugeschrieben)
- Pfarrhaus (Attenhausen), 1730
- Gasthaus zum Schwanen, Burtenbach, um 1730 (zugeschrieben)
- Pfarrkirche St. Johann Baptist, Ungerhausen, 1734–1738
- Pfarrhof, Krumbach-Attenhausen, 1730 (zugeschrieben)
- Wallfahrtskirche Allerheiligen (Langhaus), Jettingen-Scheppach, 1731–1732
- Pfarrkirche Mariä Himmelfahrt (Umbau und Stuckaturen), Neuburg an der Kammel, 1733
- Schloss Niederraunau, Krumbach-Nierraunau, 1733 (zugeschrieben)
- Pfarrkirche St. Thomas von Canterbury, Krumbach-Edenhausen, 1735
- Stiftskirche St. Alexander und Theodor, Ottobeuren, 1736–1749 (Nachfolger ab 1748: Johann Michael Fischer)
- Beamtengebäude Ottobeuren, 1739
- Pfarrkirche St. Peter (Grundriss und Voranschlag), Markt Rettenbach-Altisried, 1741–1743
- Turmerhöhung der Pfarrkirche St. Michael, Krumbach, 1750
- Klosterkirche Roggenburg, 1752–1757 (mit seinem Sohn Johann Martin Kraemer)